# Uskršnji otok
Uskršnji otok ili Rapa Nui, lokalnom jeziku poznat kao Te Pito O Te Henua, odnosno Isla de Pascua na španjolskom, otok je na jugu Tihog oceana (Polinezija) koji upravno pripada Čileu.
Nalazi se oko 3.600 km zapadno od Čilea. Nalazi se na 27°09′ južne geografske širine i na 109°27′ zapadne geografske dužine, u ravnini s čileanskim gradom Caldera, sjeverno od Santiaga.
Otok je otprilike trokutasta oblika, površine 163,6 km2 s populacijom od 5034 stanovnika od kojih 3304 žive u glavnom gradu Hanga Roi. Otok je sačinjen od tri vulkana Poike, Rano Kau-a i Terevake. Najpoznatiji je po svojim mnogobrojnim moaijima, golemim kamenim kipovima koji se prostiru duž obale. 
Godine 1988. gotovo cijeli Uskršnji otok je kao nacionalni park upisan na UNESCO-ov popis mjesta svjetske baštine u Australiji i Oceaniji.

## Naziv
Ime je dobio zbog toga što ga je na Uskršnji dan godine 1722. otkrio Nizozemac Jacob Roggeveen. Rapa Nui zapravo nije izvorno ime otoka; skovali su ga doseljeni radnici iz Rape u otočju Bass, kojima je bio nalik na njihov zavičajni otok. Rapanuansko ime otoka bilo je Te Pito O Te Henua ("Pupak Svijeta") zbog svoje izolacije, no izgleda da i to vjerojatno proizlazi s druge lokacije. Drugo domorodačko ime za otok je Mata ki te rangi ("Oči koje gledaju nebo").

## Povijest otoka

### Predeuropska kultura
Rapa Nui su oko 300. godine naselili Polinežani, vjerojatno iz Markižanskog otočja, koji su sa sobom donijeli gotovo u potpunosti kulturu kamenog doba. Prema tradiciji otoka, kolonizatorsku ekspediciju od pedeset ljudi u dva kanua vodio je kralj Hotu Matu'a. Svi kulturni elementi Rapa Nuija prije dolaska Europljana ukazuju na to da nije bilo dolaska drugih skupina, te su isključene pretpostavke o dolasku naprednijih doseljenika iz Južne Amerike, Melanezije, Egipta, ili odnekud drugdje. 
Između 10. i 16. stoljeća otočka zajednica se umjereno povećavala, s malim naseljima koja su nicala duž gotovo cijele obale. Visoka kulturna razina ovog društva je najpoznatija po njegovim monumentalnim kamenim figurama, moai i ahu. Danas je otok poprilično pust, s biljem koje rijetko formira čak i nisko raslinje ili višu travu. Prije, otok je sadržavao mnogobrojne šume palmi te je osnovna pretpostavka da su urođenici iskoristili sve šume na otoku kako bi izradili kipove. Nakon što se dugo vjerovalo, zahvaljujući arheološkim istraživanjima, da su za izradu kipova korišteni drveni kalupi, te da ih se donosilo na trenutne lokacije pomoću drvenih okvira za vrijeme obreda (rapanuanska se tradicija metaforički odnosila na duhovnu snagu); danas se zna kako su kipovi pomjerani zahvaljujući samo trima skupinama ljudi koje su užadima klatile moaije tako da su promatračima sa strane izgledali kao da "bogovi" hodaju gegajući se.
Još jedna činjenica je da su klimatski uvjeti za vrijeme manjeg ledenog doba (od oko 1650. do 1850.) također vjerojatno doprinijeli nestajanju šuma na otoku, ali i strana vrsta polinezijskih štakora koji su se hranili orasima palmi.
Kulturu velikih spomenika je zamijenio kult "čovjeka-ptice", koji svoje podrijetlo vuče s obalnog naselja Orongo, što je dovelo do bacanja ili oštećivanja većine moai i ahu skulptura.

### Kontakt s Europom
Prvi kontakt s Europom Uskršnji otok ostvario je 5. travnja 1722. (na Uskrsnu nedjelju) kada je nizozemski moreplovac Jacob Roggeveen pronašao otok s populacijom od oko 2.000 do 3.000 naseljenika, iako bi da je došao prije par stoljeća vjerojatno pronašao 10.000 do 15.000 stanovnika. Naime, danas se smatra da je civilizacija Uskršnjeg otoka pala drastično oko stoljeća prije dolaska Nizozemaca, kao rezultat prevelike populacije, uništavanja šuma te iskorištavanja ograničenih prirodnih resursa.
Francuski istraživač Jean François de Galaup La Pérouse posjetio je otok 1786. godine došavši s rta Horn, u Čileu. Za vrijeme svog ostanka na Uskršnjem otoku izradio je detaljnu kartu otoka. Kasnije, nastavio je putovanje prema Havajskim otocima, Japanu i ostatku Azije.

### Ropstvo i pripajanje Čileu
Do sredine 19. stoljeća, populacija je povratila oko 4.000 stanovnika. Tada, u samo 20 godina, progonjeni trgovcima robovima i bolestima koje su donijeli stanovnici s kopna gotovo je izumrla cijela populacija - samo 111 stanovnika ostalo je na otoku 1877. godine.
Uskršnji otok konačno se pripojio Čileu 1888. po Policarpo Toru, "Ugovoru o pripajanju otoka" (Tratado de Anexión de la isla) koji je vlada Čilea potpisala zajedno s urođenicima.

### Otok danas
Jedna od kontroverznih činjenica oko stanovnika otoka jest porijeklo moai kipova. Mnogi europski posjetitelji nisu mogli prihvatiti činjenicu da su kipove izgradili Polinezijci (često smatrani "običnim divljacima"). 1960-ih, Erich von Däniken objavio je teoriju da su bića s drugih planeta, koja su nekako završila na otoku, izgradila kipove s ultramodernim oruđem. Njihovo nepostojanje danas objašnjava drugom teorijom o tome kako su u međuvremenu spašeni.
Nedavna događanja pokazuju golem porast turizma na otoku; popraćen velikim dotokom ljudi europskog porijekla iz Čilea koji prijete narušavanju polinezijskog porijekla otoka. Prepirke na kopnu stvorile su političke napetosti od 1980-ih godina, otkada se dio domorodaca Rapanui protivi privatnom vlasništvu u korist tradicionalnom vlasništvu zajednice.
Međunarodna zračna luka Mataveri jedina je na otoku; sa stazom dugom 2903 m procijenjena je i kao alternativna slijetna staza svemirskog programa Sjedinjenih Američkih Država u slučaju nesreće ili hitnog slučaja.

## Ekologija
Zajedno sa svojim najbližim susjedom, sitnim otočićem Sala-y-Gomez 400 km istočnije, Uskršnji otok ekolozi smatraju odvojenom ekoregijom, zvanom Rapa Nui podtropske velikolisne šume. Malo kiše na otoku pridonijelo je uništavanju šuma. Prvotne tropske šume na otoku više ne postoje, ali paleontološka istraživanja fosila i ostataka koji su ostali ispod slojeva gdje je tekla magma ukazuju na činjenicu da je otok prije bio pošumljen drvećem, travama, šikarama i papratima. Velika palma (koja je u rodu s čileanskom vinskom palmom) Jubaea chilensis, bila je jedno od dominantnih drveća na otoku, zajedno s toromiro drvetom (Sophora toromiro). Palma je do danas istrijebljena kao i toromiro (ali samo u prirodi), tako da danas cijeli otok većinom prekrivaju travnata područja (livade). Ipak, grupe znanstvenika i ekologa iz Kraljevskih botaničkih vrtova u Kewu i Gothenburških botaničkih vrtova trude se ponovo pošumiti toromiro po otoku.

## Znamenitosti
Rapa Nui posjeduje brojna prirodna i kulturna atraktivna mjesta. To su brojni ostaci megalitske kulture, moai i ahui, ugašeni vulkani (krater Rano Kau) i preko 800 špilja i pećina među kojima su najpoznatije Ana Kai Tangata, Ana Mahina, Ana O Keke, Ana Toki Toki, Roiho i Ana Te Pahu. Mjesta gdje su pronađeni petroglifi: Ava 'o Kiri, Orongo i Vai A Heva.
Nacionalni park je podijeljen na sedam područja:
- 1. Rano Kau je nazvan po 324 m visokom ugaslom vulkanu na jugozapadu otoka, danas je to kratersko jezero. Tu se nalazi i obalno selo Orongo, ali i međunardona zračna luka Mataveri.
- 2. Puna Pau je drevni kamenolom na jugozapadu otoka gdje su klesani pukao šeširi moaija.
- 3. Rano Raraku je vulkanski krater na nižim obroncima vulkana Teravaka. On je služio kao kamenolom skoro 500 godina i iz njega je isklesano 95% skulptura na otoku.
- 4. Anakena je bijela koraljna pješčana plaža na sjeveroistoku otoka.
- 5. Ahu Akivi sa sedam moaija, obnovljenih 1960-ih.
- 6. Costa Norte je sjeverna vulkanska obala otoka.
- 7. Hanga Roa je glavno naselje na otoku, smješteno između Teravaka i Rano Kau vulkana.

## Poveznice
- Poike
- Ahu

## Vanjske poveznice
- Parque Nacional Rapa Nui (šp.)
- Uskršnji otok na stranicama Čileanskog kulturnog društva (engl.)
- Rapa Nui  Arhivirana inačica izvorne stranice od 30. lipnja 2014. (Wayback Machine) - medijski arhiv u suradnji s Autodesk/CyArk
- Easter Island  Arhivirana inačica izvorne stranice od 4. ožujka 2016. (Wayback Machine) (engl.)